# خانه دادرس
خانهٔ دادرس بنایی بازمانده از دورهٔ قاجاری است که در سال ۱۳۸۲ به شمارهٔ ۹۷۶۴ در فهرست آثار ملی ایران به ثبت رسیده است. این بنا در مرکز شهر اهواز در بازار عبدالحمید (خیابان نظامی یا شهید نظری‌پور) ساخته شد. 
در خیابان نظامی (شهید نظری‌پور) و مرکز شهر اهواز خانه‌های متعددی از دوره‌های قاجار و پهلوی به جا مانده که بخش ناچیزی از آن‌ها به ثبت رسیده است. سرای دادرس یکی از این بناهای تاریخی شهر اهواز است که تاکنون فقط به ثبت رسیده و در نگهداری و مرمت آن کوتاهی شده‌است.

## مشخصات
این بنا ساختمانی دو طبقه است که در طبقهٔ همکف آن پنج اتاق و در طبقهٔ دوم سه اتاق وجود دارد. سرداب موجود در بنا نیز مساحت حدود ۴×۵ متر مربع دارد. خانهٔ دادرس ابتدا محل کاروانسرای شیخ خزعل بود، بعد میدان تره‌بار شد و سپس به بازار خواربارفروشان مبدل گشت. سرانجام نیز این بنای تاریخی تبدیل به انبار کفش و دمپایی شده است. افزون بر سرداب، این بنا دارای آثاری از حجاری، آجرچینی، ستون و در و پنجرهٔ چوبی می‌باشد و از ویژگی‌های منحصربه‌فرد آن سنگ‌چینی‌های بسیار زیبای آن است.

## تلاش برای مرمت
در این بنا تاکنون اقدام مرمتی صورت نگرفته و بخشی از آن تخریب شده است؛ به طوری که قسمتی از سقف فروریخته است. حال آن که با توجه به قرار گرفتن بنای دادرس در مرکز شهر و تاریخی بودن آن به گفتهٔ دوستداران میراث فرهنگی می‌توان آن را به یک مرکز فرهنگی-خدماتی همچون فرهنگ‌سرا، موزه مردم‌شناسی، چایخانه یا نگارخانه تبدیل کرد.